# 奥尔多纳
奥尔多纳（義大利語：Ordona），是意大利福贾省的一个市镇。总面积39.96平方公里，人口2673人，人口密度66.9人/平方公里（2009年）。ISTAT代码为071063。